# 倒卵叶红淡比
倒卵叶红淡比（学名：Cleyera obovata）为山茶科红淡比属下的一个种。